# 吉田敬 (作曲家)
吉田 敬（よしだけい、Kay Yoshida、本名：よしだたかし、1978年12月6日 - ）は、熊本在住の作曲家、編曲家、キーボーディスト。大分県、熊本県出身。日本作曲家協会会員、株式会社サンナナ副社長。クリエイターとしてCOLORs CREATION所属。

## 来歴
大分県生まれ、熊本県益城町育ち。幼少のころからピアノに興味を持ち、10歳（1988年）からピアノを本格的に習い始めた。14歳（1992年）にピアノのレッスンを止め、作曲活動を開始。17歳（1995年）、小室哲哉主催のYAMAHA EOS DAY'95にて九州内作曲部門で1位獲得し、高い評価を得る。後に、様々なアーティストのサポートキーボーディストとして活動する傍ら、自身ではシンセサイザーやピアノを組み合わせた独自の世界を創り上げた。25歳（2003年）からソロとして創作活動、演奏活動を本格化。現在はプロデューサーとしてまたカメラマンとしても活動。お決まりの挨拶は｢おはよしだ｣。
東海大学工学部経営管理学科を卒業後7年間サラリーマンを経験しながら音楽活動を続け、後に退社、独立起業。自身の技術や人脈を活かし、作曲業、コンテンツビジネスの構築、イベントの実施を行い、高い評価を受ける。ラジオDJ、イベントMCとしても活躍中。
2008年、ソロアルバム『SUNNY MUSIC』を発売。津軽三味線奏者の平野野平とのユニット『出-IZR-』のメンバー。
既婚者、子持ち。1990年、IDDM（若年性糖尿病）を発症。血液型はB型。
2014年、5月1日に株式会社サンナナ取締役に就任。
2015年、1月1日より同じ1型糖尿病患者である中新井美波、山川浩正と「1-GATA」を結成。　
2016年、音楽ユニットもふもふを結成。ボーカル、三味線、ヴィオラ、キーボードからなるユニット。熊本地震からの復興を応援するために各地で活動を始める。

## 受賞歴
- 1995年 - YAMAHA EOS DAY'95 九州内作曲部門1位
- 2001年 - ARENAレコード新人発掘オーディション入賞 - 所属バンド『STRIKE 3』として
- 2006年 - モバゲーX avex 審査員特別賞受賞 - 所属バンド『バター★コーンEX』として
- 2009年 - 第6回ゴールドコンサート（東京国際フォーラム）ネット投票第1位 - 所属バンド『出-IZR-』として

## レギュラー番組
- 熊本シティエフエム - 「みんなのらじお」（吉田敬のうたごえ喫茶）パーソナリティ（終了）

## 出演番組
- 2009年7月25日 - 「パフォー!」（NHK）-  投稿ミュージシャン改造「ヴォーカル・パワーアップ」（共演：マーティ・フリードマン、はんにゃ、つるの剛士）
- 熊本朝日放送
  - 「NewsTrain」吉田敬 - 特集放送
  - 「5チャンネル」　ほか
- 熊本放送 - 出-IZR-として出演

## 共演アーティスト
- 花岡優平（九州ツアー時）
- チャーリー永谷
- 樋口了一
- 関島秀樹
- 加賀谷はつみ他多数

## 作品

### 提供作品
- オールエレクトリック株式会社 CM
- 熊本トヨタ 店内BGM
- 電車祭りテーマソング
- 熊本城2005カウントダウンテーマソング-NEXT
- カー王番組BGM（熊本県中古車案内）
- 北九州スペースワールド「光と花火のイリュージョンショー」BGM
- 福居悠子「阿蘇物語」 - 命の水を提供、編曲でも参加
- PinQ(熊本美少女図鑑）「WeArePinq!!」- 作曲編曲（プロデューサーとしても兼任）
- 山内要（慶徳二郎）「大好きなこの街で」「家族じゃないのに家族風呂」- 編曲
- TKUマイホーム展示場CM「家々いぇい!」-　編曲
- 八千代座キャラクター「チヨマツ君」「いろはにほへとチヨマツ君」-　編曲
- 小林梓「Shake My Emotion」-　作詞

### 参加作品
- 2008年4月4日 - モバゲーミュージック クリエーターズ Vol.1
- 2009年4月1日 - Rain.Dog 「雨犬の宿」 - カメラマンとして参加
- 2009年 - 椎名霞 and 出 -IZR- 「夢吹雪」- 編曲、演奏で参加
- 大正琴ユニット AMORE「anytime...未来に続く」 - プログラミング
- 淀川ひろし「天草宝島音頭」 - 編曲、演奏で参加
- 大石ルカ「Dear ふるさと」 - 編曲、演奏
- Salah「SAWARABI」- 編曲、演奏
- 田上成美「miss you」 - 編曲、演奏、プロデューサー
- 1-GATA「キミ」 - 作曲、作詞、編曲
- 1-GATA「Seaside」　-　作曲、編曲
- 1-GATA　ミニアルバム「Zoo」

### ソロ作品
- 2008年10月29日 - SUNNY MUSIC
- 2016年10月14日 - from K

## 使用機材
- ローランド・FantomX6
- ローランド・TB-303
- ローランド・MC-303
- コルグ・M3
- Sound One Professional